# Altamont (Californie)
Pour les articles homonymes, voir Altamont (homonymie).
Altamont (The Summit) est une communauté non incorporée du comté d'Alameda en Californie, située à 12 km au nord-est de Livermore, dans la passe d'Altamont (en), à 226 m d'altitude.
La ligne de chemin de fer de Central Pacific y arrive en 1869, et c'est à cette occasion que le nom initial « The Sumnit » a été changé en Altamont. On y trouvait un bureau de poste entre 1872 et 1955.
En 1969 a lieu le Festival d'Altamont sur le site de l'Altamont Speedway (en), à l'est d'Altamont.

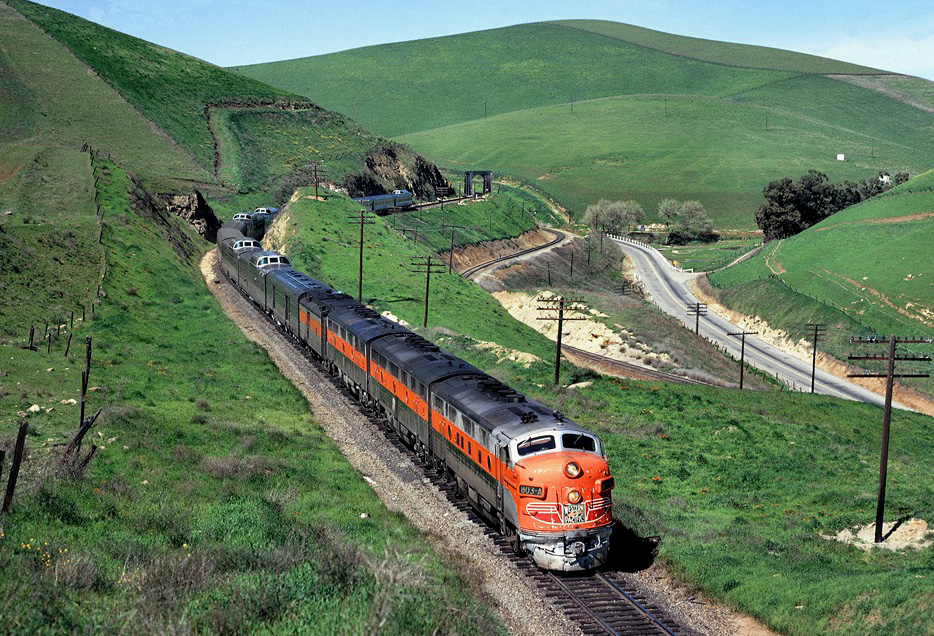
Le California Zephyr dans la passe d'Altamont.